# إمداد المياه والصرف الصحي في إسرائيل
إمداد المياه والصرف الصحي في إسرائيل ترتبط بشكل عميق بالتطور التاريخي لدولة إسرائيل. وبسبب سقوط المطر في الشتاء فقط، وإلى حد كبير في الجزء الشمالي من البلاد، فإن الري وهندسة المياه أمر حيوي لبقاء الحياة والنمو الإقتصادي في البلاد. مشاريع عملاقة أنشئت لتوجيه المياه من الأنهار والخزانات في الشمال، وتحقيق الاستخدام الأمثل للمياه الجوفية، واستصلاح تجاوزات الفيضانات والصرف الصحي. من أكبر المشاريع من هذا النوع هو مشروع لتوزيع المياه الوطنية والذي يُطلق عليه النظام الناقل للمياه بإسرائيل، والذي تم إنشاؤه في عام 1964، تتدفق من أكبر بحيرة في البلاد من المياه العذبة، بحيرة طبريا، إلى صحراء النقب الشمالي، من خلال القنوات الضخمة والأنابيب والأنفاق.
مطالب إسرائيل اليوم من المياه تفوق الموارد المائية المتاحة التقليدية، حتى في السنوات ذات متوسط هطول الأمطار. وبالتالي فإن إسرائيل تعتمد على الموارد المائية غير التقليدية، بما في ذلك المياه المُعالجة و تحلية المياه. ودفع الجفاف الطويل وخاصة في الفترة بين 1998-2002 الحكومة لتعزيز وتوسيع نطاق تحلية مياه البحر.
قوانين جديدة في قطاع المياه والصرف الصحي الإسرائيلية تضمنت في عام 2001، وقوانين لشركات الصرف الصحي وتعديلاتها عام 2006 تختص بالمياه. والتي أدت بالنهاية إلى تكوين الهيئة العامة للمياه والصرف الصحي.